# Kicking Horse River
Kicking Horse River är ett vattendrag i Kanada.   Det ligger i provinsen British Columbia, i den centrala delen av landet, 3 100 km väster om huvudstaden Ottawa.
I omgivningarna runt Kicking Horse River växer i huvudsak barrskog. Trakten runt Kicking Horse River är nära nog obefolkad, med mindre än två invånare per kvadratkilometer.